# Higany(II)-szulfát
A higany(II)-szulfát (HgSO4) a higany egyik vegyülete. Fehér színű, kristályos por. Oldódik vízben. Víz hatására hidrolizál, emiatt a vizes oldata erősen savas kémhatású. Nagy mennyiségű víz hatására dihidrát képződik belőle, ami sárgás színű. Hevítés hatására először sárga, majd barnásvörös színű lesz, de alacsonyabb hőmérsékleten visszanyeri a sárga színét. Magas hőmérsékleten bomlik, kén-dioxiddá, oxigénné és higannyá alakul.

## Előállítása
Előállítható higanyból tömény kénsavval melegítve:
{\displaystyle \mathrm {Hg+2\ H_{2}SO_{4}\rightarrow HgSO_{4}+SO_{2}+2\ H_{2}O} }
Képződhet higany(I)-szulfátból is tömény kénsav hatására.

## Felhasználása
Katalizátorként alkalmazzák az acetilénből kiinduló acetaldehid-gyártásban.